# تورگن، شارانته
تورگن، چرنت (به فرانسوی: Turgon, Charente) یک کمون در فرانسه است که در Canton of Champagne-Mouton واقع شده‌است.

## خصوصیات
تورگن ۷٫۲۶ کیلومترمربع مساحت و ۹۶ نفر جمعیت دارد و ۱۸۰ متر بالاتر از سطح دریا واقع شده‌است.